# IK Göta Bandy
IK Göta Bandy var bandyverksamheten inom den år 1900 bildade sportklubben IK Göta i Stockholm. Klubben var dominerande inom svensk bandy på herrsidan under 1920-talet och på damsidan under 1970-talet, men har numera helt lagt ner sin bandyverksamhet.
Föreningen kallades ofta "Stockholms-Göta", för att skilja den från en annan framgångsrik bandyklubb med snarlikt namn, IF Göta i Karlstad, som då kallades "Karlstads-Göta".

## Bandylag

### Herrar
IK Götas herrar var i svensk mästerskapsfinal 1919, och förlorade mot IFK Uppsala. IK Göta vann fyra SM-finaler, 1925, 1927, 1928 och 1929. När seriespel kom igång inom bandyn, spelade klubben i Division I, Sveriges på den tiden högsta division, säsongerna 1931, 1932 och 1933. Herrbandyn lades dock ner långt tidigare än dambandyn.

### Damer
Klubben startade damlag i bandy 1929, då den 1918 bildade Stockholms Kvinnliga Bandyklubb gick upp i IK Göta. IK Götas damer blev svenska mästare åtta gånger, 1973, 1976, 1977, 1978, 1979, 1980, 1981 och 1983. Damerna var även i SM-final 1974 och 1982. Kända spelare för klubben var bland andra Birgitta Söderström, Ann Elefalk, Lena Beck, Gunilla Kock (dotter till Putte Kock), Lena Lundin, Gunilla Ekeling samt sedermera styrelseledamoten i Riksidrottsförbundet (RF) Karin Redelius. 
Efter rekryteringsproblem gick IK Göta 2001 samman med Hammarby IF, och laget kallade sig då IK Göta/Hammarby IF i seriesystemet. 2004 upphörde dock denna sektion, och laget lades ner.

### Fotnoter
1. ↑  ”Svenska idrottshistoriska föreningen Årsmötesprotokoll”. Svenska idrottshistoriska föreningen. 20 april 2004. https://docplayer.se/982813-Svenska-idrottshistoriska-foreningen-arsmotesprotokoll-tid-2004-04-20-plats-medborgarhuset-pa-sodermalm-stockholm.html. Läst 3 februari 2009.
2. ↑  Claes-G. Bengtsson (11 februari 2008). ”Damerna kom igång med bandy tidigt”. Svenska Bandyförbundet. Arkiverad från originalet den 1 augusti 2021. https://web.archive.org/web/20210801093213/https://old.svenskbandy.se/NYHETER/CLASSESHISTORISKAHORNA/Aldrekronikor/Damernakomigangmedbandytidigt?%3Fid=17361. Läst 12 februari 2008.